# Paralelo 82 N
O Paralelo 82 N é um paralelo no 82° grau a norte do plano equatorial terrestre.
Começando pelo Meridiano de Greenwich e tomando a direção leste, o paralelo 82° Norte passa sucessivamente por:
| País, território ou mar | Notas                   |
| ----------------------- | ----------------------- |
| Oceano Ártico           |                         |
| Canadá                  | Ilha Ellesmere, Nunavut |
| Estreito de Nares       |                         |
| Gronelândia             |                         |
| Oceano Ártico           |                         |